# Viarmes
Viarmes – miejscowość i gmina we Francji, w regionie Île-de-France, w departamencie Dolina Oise.
Według danych na rok 2010 gminę zamieszkiwało 4985 osób, a gęstość zaludnienia wynosiła 609 osób/km².